# Viburnum cotinifolium
Viburnum cotinifolium är en desmeknoppsväxtart som beskrevs av David Don. Viburnum cotinifolium ingår i släktet olvonsläktet, och familjen desmeknoppsväxter.

## Underarter
Arten delas in i följande underarter:
- V. c. lacei
- V. c. wallichii